# 小野琴弓
小野 琴弓（おの ことみ、2001年7月7日 - ）は、日本のAV女優。ティーパワーズ所属。

## 略歴
新潟県出身。趣味・特技は絵日記。
2021年4月にアイデアポケットからAVデビュー。

## 人物
デビュー時は新潟の大学に通っている。

## 作品

### アダルトDVD
2021年
- FIRST IMPRESSION 148 令和イチ、AV女優らしからぬショートカット美少女（アイデアポケット、4月13日）
- 制服の琴弓を恥ずかしいほどイカせて（アイデアポケット、5月13日）
- 【完絶】-KANZETSU- ポルチオ開発！性器激震 超絶オーガズムFUCK 限界突破！！（アイデアポケット、6月13日）
- ピュア美少女と交わすヨダレだらだらツバだくだく濃厚な接吻とセックス （アイデアポケット、7月13日）
- 初レ×プ作品 女子○生粘着レ×プ ゲロキモ中年顧問に犯された汗だく部活女子（アイデアポケット、8月13日）
- 絶頂112回！潮吹き7300cc！デカ尻激震ピストントランス絶頂FUCK（アイデアポケット、9月14日）
- 出張先相部屋NTR　絶倫の上司に一晩中何度もイカされ続けた新人女子社員 元ヤリマン女子社員が寝取られる浮気一部始終！一晩で8発もの精子をそそがれる絶倫寝取り性交映像！（アイデアポケット、10月12日）[4]
- おじさん大好き痴女美少女が中年チ○ポを射精へ誘う焦らし寸止め舐めまくり性交（アイデアポケット、11月9日）